# Линейные крейсера типа «Дерфлингер»
Линейные крейсера типа «Дерфлингер» (нем. Derfflinger-Klasse) — тип линейных крейсеров ВМФ Германской империи эпохи Первой мировой войны. В официальной немецкой классификации того времени линейных крейсеров не было, и этот тип кораблей совместно с броненосными крейсерами относился к большим крейсерам (нем. Großer Kreuzer). По сравнению со своим предшественником — «Зейдлицем» — этот тип линейных кораблей имел многочисленные конструктивные изменения.
Всего было построено три корабля этого типа. В рамках бюджетной программы 1911 года был заказан линейный крейсер, получивший затем название «Дерфлингер». По программе 1912 года был заказан «Лютцов», а в рамках бюджета 1913 года — последний корабль серии — «Гинденбург». «Гинденбург» строился по несколько изменённому проекту и имел на 300—350 тонн большее водоизмещение, возросшую на 2,4 м длину и несколько отличную схему бронирования. Из-за этих изменений некоторые авторы относят его к отдельному типу.
Линейные крейсера типа «Дерфлингер» получили 305-мм орудия с длиной ствола 50 калибров. Из-за ограничений проекта по водоизмещению (по сравнению с «Зейдлицем» оно возросло только на 1600 тонн) количество двухорудийных башен было снижено с пяти до четырёх. Но это позволило, впервые для немецких линейных крейсеров, расположить их по линейно-возвышенной схеме. Корабли имели основательное бронирование и совершенную противоторпедную защиту. Схема бронирования мало отличалась от таковой на предшественнике.
Благодаря сбалансированному бронированию и вооружению линейные крейсера типа «Дерфлингер» некоторыми специалистами считаются лучшими линейными крейсерами, вступившими в строй до окончания Первой мировой войны.

## История разработки
После окончания проектирования линейного крейсера «Зейдлиц» встал вопрос о проектировании корабля нового типа. Разработка проекта велась департаментом общего машиностроения 8 месяцев — с октября 1910 по июнь 1911 года. Ещё в апреле 1910 года Генеральным департаментом Военно-морского флота (General Navy Department) началась выработка требований к линейному крейсеру по программе 1911 года. Основные вопросы вызвал выбор количества винтов, типа силовой установки и вооружения. Использование трёх винтов позволяло разместить на центральном валу дизельную силовую установку. Преимущества дизельной установки заключались в большем КПД и более простой топливной системе, что в конечном счёте приводило к уменьшению экипажа и снижению стоимости.
Генеральный департамент считал обязательным переход на 305-мм орудия, поскольку 280-мм орудия уже не гарантировали пробития 300-мм главного броневого пояса последних британских линкоров. Это обстоятельство принималось в расчёт, так как немецкие линейные крейсера планировалось использовать в линейном бою. Несмотря на то, что морской статс-секретарь (министр) Германии Альфред фон Тирпиц, делавший упор на крейсерские функции, считал это требование необязательным, к 1 сентября было окончательно решено вооружить новые корабли 305-мм орудиями. Традиционно для немецкого флота существенную роль играла стоимость корабля и, соответственно, требование ограничения водоизмещения новых кораблей. Из-за того что 305-мм башни были тяжелее в 1,3 раза, чем 280-мм, количество башен было сокращено с 5 до 4. При этом, по сравнению с «Зейдлицем», вес орудий возрастал всего на 36 тонн. К тому же это уменьшение количества орудий, впервые для немецких линейных крейсеров, позволило расположить их по линейно-возвышенной схеме. К этому времени стало понятно, что дизельный двигатель большой мощности не будет готов, и от его использования отказались.
Линейно-возвышенное расположение носовых башен приводило к значительному увеличению высоты центров тяжести всей надпалубной инфраструктуры не только из-за более высокого расположения самих башен и их барбетов, но и необходимости в целях обеспечения должного обзора более высокого расположения боевой рубки и, соответственно, всей носовой надстройки. Так как остойчивости придавалось большое значение, в целях понижения центра тяжести пошли на радикальное решение. В отличие от «Мольтке» и «Зейдлица», новый проект получил гладкопалубный корпус, и в результате башня «A» имела высоту осей орудий над КВЛ всего 8,2 м. Это было самое низкое значение среди всех германских линейных крейсеров и значительно ниже, чем у английских (например, у современного «Дерфлингеру» британского «Тайгера» — 11,9 м). В целях повышения мореходных качеств палуба имела в носу заметную седловатость. В итоге высота борта у форштевня составила 7,7 м, что сравнимо с предыдущими типами («Мольтке» 7,6 м, «Зейдлиц» 8,0 м). Гладкопалубный корпус с седловатостью в носу придавал «Дерфлингерам» особенно грациозный вид, и они по праву многими считались самыми красивыми кораблями кайзеровского флота.

## Конструкция

### Конструкция корпуса и надстройки
«Дерфлингер» и «Лютцов» имели длину по КВЛ 210 м и 210,4 м между перпендикулярами. «Гинденбург» был немного длиннее — 212,5 по КВЛ и 212,8 между перпендикулярами. Ширина всех трёх кораблей 29 м, осадка при полном водоизмещении носом 9,2 м, кормой — 9,56. Нормальное водоизмещение у кораблей серии незначительно возрастало от первого корабля к последнему — у «Дерфлингера» 26 600 т, у «Лютцова» 26 774 т и «Гинденбурга» 26 947 т. Полное водоизмещение «Дерфлингера» 31 200, «Гинденбурга» — 31 700 т. Увеличение осадки на 1 см соответствовало увеличению водоизмещения на 40,1 т. Корпус «Дерфлингера» был разбит водонепроницаемыми переборками на 16 отсеков (на «Лютцове» и «Гинденбурге» — 17). Несмотря на относительно малую высоту борта над водой, общая его высота в середине корпуса была 14,75 м (у «Зейдлица» на 0,87 м меньше), что благоприятно сказалось на возможности обеспечить несущую прочность корабля при изгибе. На «Дерфлингере» была применена продольная система набора корпуса вместо применявшейся на «Мольтке» и «Зейдлице» смешанной. Эта система набора корпуса применялась на новых лёгких крейсерах начиная с «Магдебурга» и позволяла значительно облегчить конструкцию корпуса.
Ещё одним нововведением стало применение одной средней продольной переборки вместо двух, применявшихся ранее. Это уменьшало жёсткость конструкции, но экономило вес. Также была уменьшена протяжённость двойного дна до 65 % длины корпуса (у «Зейдлица» эта величина составляла 76 %). Всё это позволило получить меньшую относительную массу корпуса по сравнению как с предыдущими линейными крейсерами, так и с британскими современниками (масса корпуса «Лютцова» 30,5 % от водоизмещения, по сравнению с 36,5 % у британского «Лайона» и 34,3 % у «Тайгера»).
Отличительной особенностью конструкции стало расположение двух кормовых турбинных отделений между кормовыми башнями, а двух носовых турбинных отделений рядом с погребами боеприпасов кормовой возвышенной башни «C». Это позволило сэкономить длину целого турбинного отделения, отодвинуть башни дальше от оконечностей и сократить длину цитадели. Корпус получался более жёстким, уменьшался продольный изгибающий момент. Также уменьшался момент инерции относительно вертикальной оси, что в конечном счёте улучшало поворотливость. Башня «A» на «Дерфлингере» стояла в 54 м от форштевня (на «Зейдлице» в 46 м, а на «Мольтке» в 42 м). Благодаря этому ширина корпуса в районе крайних носовой и кормовой башен была больше, что позволило увеличить ширину противоминной защиты в оконечностях.
Крейсера этого типа обладали прекрасной мореходностью и хорошими ходовыми качествами. При этом корабль считался «мокрым» — носовые казематы постоянно заливались. Маневренность была посредственной. Имелось два руля, установленных тандемом. Поворот шёл легко, но медленно со значительной потерей скорости — при максимальной перекладке руля потери скорости на циркуляции доходили до 65°, с образованием крена до 11°. Метацентрическая высота составляла 2,6 м. Остойчивость была максимальной при крене 34° и нулевой при 74°. Угол бортовой качки достигал 11° с периодом 11 секунд. На «Дерфлингере» для успокоения бортовой качки были применены цистерны Фрама. Однако по результатам испытания этой конструкции на «Фон дер Танне» было выявлено, что уменьшение угла качки составляет только 33 %. Это было признано недостаточным, и от применения цистерн Фрама на втором и третьем корабле серии отказались.
Отсутствие башен главного калибра в средней части корабля позволило облегчить размещение надстроек, дымовых труб, артиллерии малого калибра и спасательных катеров и шлюпок. Экипаж по штату насчитывал 1112 человек, из них 44 офицера. «Лютцов» и «Гинденбург» строились как флагманские корабли и имели помещения для размещения адмирала со штабом — дополнительно 76 человек, из них 14 офицеров. В военное время экипаж пополнялся за счёт резервистов и был больше — согласно данным старшего артиллериста Хаазе экипаж «Дерфлингера» в Ютландском сражении состоял из 1298 человек. Условия размещения экипажа считались довольно хорошими.
Корабли этого типа оснащались 1 большим паровым катером, 3 моторными катерами, 2 баркасами, 2 вельботами, 2 ялами и 1 разборной шлюпкой. В носовой части было установлено 2 основных и один запасной семитонных якоря и один кормовой 3,5-тонный якорь.

### Бронирование

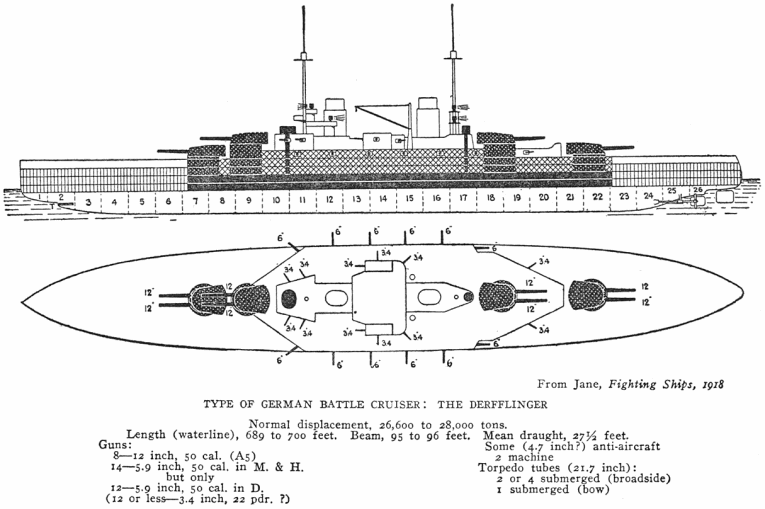
Схема вооружения и бронирования линейного крейсера типа «Дерфлингер»

Схема бронирования во многом повторяла таковую на «Зейдлице». Основное отличие заключалось в усилении бронирования башен и барбетов. Бронирование выполнялось из крупповской цементированной брони. Главный броневой пояс толщиной 300 мм начинался от переднего края башни «A» и немного заходил за задний край барбета кормовой башни «D», имел высоту 2 м и на 0,4 м опускался ниже ватерлинии. Он постепенно сужался, доходя до 230 мм у верхней палубы и уменьшаясь внизу до 150 мм на глубине 1,7 м ниже ватерлинии. Пояс устанавливался на прокладку из тикового дерева толщиной 90 мм. Поперечные переборки главного пояса имели толщину 250 мм.

Сечение по 161 шпангоуту

В носовой части и кормовой части вертикальное бронирование доходило до главной палубы. В носовой оконечности оно в начале имело толщину 120 мм и доходило до самого форштевня, где, уменьшаясь до толщины 100 мм, заканчивалось 120-мм переборкой. В кормовой оконечности пояс имел толщину 100 мм и заканчивался 100-мм поперечной переборкой в 4,6 м от ахтерштевня. У «Гинденбурга» главный броневой пояс был увеличен и имел толщину 220 мм у главной палубы. В носовой части пояс имел постоянную толщину 120 мм, заканчиваясь переборкой в 16 м от форштевня. Затем до форштевня шла броня толщиной 30 мм. В кормовой части у него, как и у первых двух кораблей серии, был 100-мм броневой пояс, но заканчивался он в 7 м от ахтерштевня.
Казематы артиллерии среднего калибра закрывались 150-мм бронёй. Между орудиями размещались 20-мм противоосколочные переборки, а позади них экраны той же 20-мм толщины. К башням «B» и «C» шли 150-мм угловые переборки. Бронирование носовой боевой рубки имело толщину 300—350 мм, кормовой — 250 мм. Главная броневая палуба имела толщину 30 мм, доходя до 50—80 мм в жизненно важных частях корабля.
Бронирование лобовой части и задней стенки башни было толщиной 270 мм (у «Зейдлица» 250 мм и 210 мм соответственно), толщина боковых стенок 220 мм. Передняя часть башни имела наклон 15° и толщину 110 мм, крыша — 80 мм, настил задней части башни — 50 мм. Орудия в башне разделялись 25-мм противоосколочной перегородкой. На «Гинденбурге» толщину боковых стенок довели до 270 мм, а наклонную переднюю стенку — до 150 мм и расположили под углом 30°, толщина крыши башни была 150—80 мм. Барбеты башен имели толщину 260 мм (у «Зейдлица» 230 мм), которая уменьшалась до 60 мм за главным броневым поясом. У барбетов башен «B» и «C» дополнительно за бронёй казематов толщина уменьшалась до 100 мм. Передняя стенка барбета башни «A» имела постоянную толщину 260 мм сверху и до бронированной палубы.
Противоторпедная защита была стандартной для крупных немецких кораблей и имела ту же длину, что и главный броневой пояс. Противоторпедная переборка имела толщину 45 мм (у «Зейдлица» 30 мм) до броневой палубы, а выше неё шла с толщиной 30 мм, выполняя функцию противоосколочной переборки. В оконечностях она ограничивалась 30-мм поперечной переборкой. Единственным существенным недостатком бронирования, выявившимся в боевых действиях, было расположение бортовых торпедных аппаратов перед барбетом башни «A», в зоне, не защищённой противоторпедной переборкой. Это в конечном счёте привело к гибели «Лютцова» в Ютландском сражении.

### Вооружение
Главный калибр крейсеров составляли 8 305-мм орудий, расположенных в четырёх двухорудийных башнях. 305-мм орудие SK L/50 имело длину ствола 50 калибров и стреляло 3 раза в минуту. Орудия со стволами, изготовленными по технологии скрепления цилиндрами, имели массу 51,85 тонн и оснащались горизонтально-скользящим затвором системы Круппа. Высокая скорострельность достигалась за счёт впервые применённых на крупнокалиберных германских орудиях гидравлических приводов досылателя и затвора. Принципиальным отличием германских орудий от британских было использование заряда, состоящего из двух частей — передней в шёлковом картузе и основной в медной гильзе. Первоначальный угол склонения орудий был −8°, а угол возвышения +13,5°. При стрельбе бронебойным снарядом массой 405,5 кг с использованием заряда с взрывчатым веществом массой 125,5 кг обеспечивалась начальная скорость 855 м/с и максимальная дальность стрельбы 16 200 м. После Ютландского боя, для увеличения дальности стрельбы, углы склонения/возвышения изменили до −5,5°/+16°. Это обеспечило дальность стрельбы 20 400 м.
Орудия размещались по линейно-возвышенной схеме — две башни в носу и две в корме. Башни, традиционно для немецкого флота, имели буквенное обозначение и неофициальные собственные имена. С носа в корму шли башни «A» — «Анна», «B» — «Берта», «C» — «Цезарь» и «D» — «Дора». «Дерфлингер» и «Лютцов» оснащались башнями образца 1912 года Drh LC/1912, а «Гинденбург» более новыми Drh LC/1913. Горизонтальное вращение со скоростью 3° в секунду обеспечивалось электродвигателями, вертикальное перемещение орудий — гидравлическим приводом. На первых двух кораблях у башен «А», «B» и «С» зарядные погреба находились под снарядными, у башни «D» расположение было обратным. На «Гинденбурге» на всех четырёх башнях зарядные погреба находились выше снарядных. Носовые башни имели сектора обстрела 300°, а кормовые 310°. Расчёт башни составлял 77 человек. Во время боя он увеличивался на 12 запасных человек. Штатный боезапас составлял 90 снарядов на орудие — 65 бронебойных и 25 фугасных с донным взрывателем. Общий боезапас составлял 720 снарядов.
Средняя артиллерия была представлена 150-мм орудиями 15 cm/45 SK L/45 с длиной ствола 45 калибров. На «Дерфлингере» и «Лютцове» они устанавливались в установки MPL C/06.11, на «Гинденбурге» — MPL C/13. На «Лютцове» и «Гинденбурге», как и на «Зейдлице», стояло 14 орудий. На «Дерфлингере» — 12. Орудия № 4 по левому и правому борту были сняты, так как на этих местах устанавливались успокоительные цистерны Фрама, от установки которых на более поздние корабли отказались. Масса фугасного снаряда составляла 45,3 кг, скорострельность орудий составляла 5—7 выстрелов в минуту. Дальность стрельбы составляла 13 500 м, впоследствии её довели до 16 800 м. Боекомплект орудий составлял 160 снарядов на ствол, соответственно, на «Дерфлингере» общий боезапас составлял 1920 снарядов, на «Лютцове» и «Гинденбурге» — 2240.
Вспомогательная артиллерия по начальному проекту должна была состоять из 12 скорострельных неуниверсальных орудий 8,8 cm SK L/45 калибром 88 мм с длиной ствола 45 калибров в установках MPL C/01-06 с боезапасом 250 снарядов на ствол. Но «Дерфлингер» при спуске на воду получил только четыре таких орудия, установленных в носовой надстройке. Вместо остальных были установлены восемь 88-мм зенитных орудия 8,8 cm Flak L/45 с длиной ствола 45 калибров в установках MPL C/13 (образца 1913 года). Четыре из них размещались вокруг носовой дымовой трубы, и ещё четыре вокруг башни «С». На «Дерфлингере» в 1916 году орудия в носовой надстройке были демонтированы. «Лютцов» получил 8 зенитных орудий с тем же расположением, что и на «Дерфлингере». На «Гинденбурге» были установлены только 4 зенитных орудия вокруг носовой трубы. Максимальный угол возвышения орудий составлял 70°, скорострельность 15 выстрелов в минуту, боезапас 200 снарядов на ствол.
Торпедное вооружение было представлено 4 подводными торпедными аппаратами — один носовой, один кормовой и два бортовых в отсеке перед главным броневым поясом. На «Дерфлингере» они были калибром 500 мм, на «Лютцове» и «Гинденбурге» — 600 мм. Боезапас на «Дерфлингере» и «Лютцове» составлял 12 торпед, на «Гинденбурге» он был увеличен до 16. 600-мм торпеда H8 оснащалась боевой частью с взрывчатым веществом массой 210 кг и имела дальность хода 6000 м при скорости 36 узлов или 14 000 м при 30 узлах.

### Управление артиллерийской стрельбой

Продольное сечение боевой рубки линейного крейсера «Дерфлингер»

В 1915 году «Дерфлингер» получил приборы центральной наводки для управления стрельбой главного и среднего калибра, «Лютцов» и «Гинденбург» вступили в строй уже с ними. На «Дерфлингере» были установлены 7 дальномеров Цейса с 15- и 23-кратным увеличением, дававших удовлетворительные измерения на дальностях до 110 каб. (20 400 м). Каждый дальномер обслуживался двумя дальномерщиками. По одному дальномеру было установлено в постах управления огнём и каждой башне главного калибра. Башни «Гинденбурга» оснащались дальномерами с базой 7,8 м, вместо 3,05 м на предыдущих двух кораблях. У старшего артиллериста находился сумматор, выдававший среднее значение всех дальномеров.
Крейсера имели три поста управления артогнём — носовой, кормовой и наблюдательный. Носовой пост находился в боевой рубке, защищённой 350-мм бронёй, и занимал её заднюю часть. В нём находились 23 человека — старший артиллерист в наушниках указателя падений своих снарядов, третий артиллерист (управлявший огнём среднего калибра), гардемарин, два дальномерщика, три унтер-офицера у постов центральной наводки, пять матросов службы связи. Под решетчатым настилом из листового железа сидели ещё шесть матросов-связистов, а ещё ниже в основании рубки сидели резервные унтер-офицер, унтер-офицер электротехник и два матроса службы связи. В бою прорези рубки закрывались броневыми крышками, поэтому у старшего артиллерийского офицера был перископ, объектив которого выходил на крышу боевой рубки. К нему были подсоединены приборы центральной наводки — при наведении перископа старшим артиллерийским офицером на цель синхронно с ним переводились стрелки центральной наводки в башнях. Горизонтальные наводчики, вращая башню, совмещали с ними неподвижные стрелки башен. Специальный унтер-офицер через боковой окуляр перископа постоянно следил за точным наведением окуляра на цель. Перископ оснащался специальным прибором для ввода поправки на параллакс. Для артиллерии среднего калибра были установлены подобные же приборы.
В кормовом артиллерийском посту, размещавшемся в кормовой боевой рубке, находился второй артиллерийский офицер. На фор-марсе находился наблюдательный пост, в котором размещались офицер-наблюдатель, связист с наушниками указателей падений и артиллерист, передающий сведения о падении снарядов, унтер-офицер наблюдатель артиллерии среднего калибра и два матроса-связиста.
На кораблях находились два центральных поста управления стрельбой — один для 305-мм артиллерии и второй для артиллерии среднего калибра, в которых находились все артиллерийские приборы и автоматы. Сюда же по телефонам и переговорным трубам поступали все команды управляющих огнём и производилась установка артиллерийских приборов для передачи команд к орудиям.
В бою первоначальное наведение орудий по дальности делалось на основании данных дальномеров. Пристрелка осуществлялась половинными залпами — по одному орудию из каждой башни. Дальнейшая корректировка огня велась старшим артиллеристом с помощью наблюдения за всплесками снарядов. Для различения всплеска собственных снарядов в центральном, носовом и наблюдательном постах устанавливались специальные приборы-указатели падения снарядов. Они включались при замыкании рубильника по команде «залп!» с 20—30-секундной задержкой (в зависимости от времени полёта снарядов, соответствующего дальности). В своих наушниках старший артиллерист слышал звук (характерное биение) указателей падений одновременно всех трёх постов.

### Силовая установка
На крейсерах типа «Дерфлингер» устанавливались 18 тонкотрубных котлов типа Шульце — Торникрофта (немецкий военно-морской тип) в шести отсеках. 4 котла имели нефтяное отопление, ещё 14 были с угольным отоплением. Перевод части котлов на нефтяное отопление, как и на линкорах типа «Кёниг», позволил обеспечить большую дальность хода благодаря более высокой удельной теплотворной способности нефти, более быстрое поднятие паров, позволял упростить процедуры заправки топливом и сокращал потребный обслуживающий персонал. С 1916 года угольные котлы оборудовались форсунками для впрыска нефти при форсировании. Перевод всех котлов на нефть, как было сделано в Англии, не происходил по причине недостаточного количества нефти собственного производства (а на импорт в условиях войны рассчитывать было нельзя) и из-за использования угля в качестве дополнительной защиты — им заполнялись отсеки за броневым поясом.
Котлы оснащались двухсторонней топкой и обеспечивали давление пара 16—18 кгс/см². Общая поверхность нагрева составляла на «Дерфлингере» и «Лютцове» 12 300 м², а на «Гинденбурге» — 12 450 м². Котлы размещались в пяти больших и одном малом отсеках котельных отделений, каждый из которых разделялся центральной переборкой на два котельных отделения. В четырёх носовых котельных отделениях стояло по одному котлу на нефти. В следующих шести больших котельных отделениях стояло по два котла на угле . В двух кормовых малых котельных отделениях стояло по одному котлу на угольном отоплении. На «Гинденбурге» расположение котлов в котельных отделениях было несколько другим. В первых двух также стояли котлы на нефти. За ними шли четыре отделения с двумя котлами на угле в каждом, затем два котельных отделения по одному котлу на нефти, дальше ещё два отделения по два котла угольного отопления, и в кормовой части также стояли два малых котельных отделения по одному угольному котлу в каждом.
Турбинная установка была стандартной для германских линейных крейсеров начиная с «Фон дер Танна» — два комплекта турбин Парсонса высокого и низкого давления, работающих напрямую без редуктора на четыре вала. Отличием от «Зейдлица» было то, что вместо трёх машинных отделений их было четыре. Машинные отсеки, так же как котельные, разделялись центральной переборкой на два отделения. В двух машинных отделениях, расположенных ближе к носу, вокруг башни «С», находились турбины высокого давления с активными колёсами. Они работали на внешние валы. Между башнями «С» и «Д» ещё в двух машинных отделениях стояло по одной турбине низкого давления с приводом на внутренние валы. Под ними находились главные конденсаторы (холодильники). Номинальная проектная мощность турбин на валах для «Дерфлингере» составляла 63 000 л. с., что обеспечивало ему расчётную скорость 26,5 узлов, на «Гинденбурге» мощность турбин составляла 72 000 л. с., которые должны были обеспечивать ему расчётную скорость 27 узлов. Турбины заднего хода имели мощность 28 000 л. с. Турбины приводили во вращение четыре трёхлопастных винта, имевших на «Дерфлингере» и «Лютцове» диаметр 3,9 м, а на «Гинденбурге» — 4,0 м.
Нормальный запас топлива составлял 750 т угля и 250 т нефти. Полный запас угля составлял на «Дерфлингере» 3500 т, на «Лютцове» и «Гинденбурге» — 3700 т. Полный запас нефти составлял 1000 т на «Дерфлингере» и «Лютцове» и 1200 т на «Гинденбурге». Это обеспечивало «Дерфлингеру» дальность плавания 3100 миль при скорости 24,25 узла, 5400 миль при 16 узлах, и 5600 при 14. «Гинденбург» за счёт большего запаса топлива имел максимальную дальность хода 6100 миль при 14 узлах.
Испытания крейсеров проводились не на Нейкругской мерной миле на Балтике, а на мелководной Бельтской миле при глубине дна всего 35 м, что сказалось на результатах. На испытаниях «Дерфлингер» при осадке на 1 м меньше проектной развил форсированную мощность машин на 21,6 % больше расчётной — 76 634 л. с. При частоте вращения гребных валов 280 об/мин это обеспечило ему скорость 25,5 узлов. «Лютцов» при осадке на 0,3 м меньше проектной выдал 80 990 л. с., что при частоте вращения гребных валов 277 об/мин обеспечило ему скорость 26,4 узла. «Гинденбург» при осадке на 0,75 м меньше проектной показал 26,6 узла, развив 95 777 л. с. при 290 об/мин. На глубокой воде при нормальной осадке скорость должна была быть по меньшей мере на 2 узла больше (28 узлов для «Дерфлингера», 28,3 для «Лютцова» и 28,5 узла для «Гинденбурга»).
Электроэнергией напряжением 220 В корабль обеспечивали два турбогенератора и два дизель-генератора. Два отделения турбомашин, с одним турбогенератором в каждом, располагались над носовыми машинными отделениями. Перед носовыми погребами располагались два дизель-генератора. Суммарная мощность этих агрегатов составляла 1660 кВт на «Дерфлингере», 1520 кВт на «Лютцове» и 2120 кВт на «Гинденбурге».

## Тактико-технические характеристики
| Тактико-технические характеристики кораблей серии      | Тактико-технические характеристики кораблей серии | Тактико-технические характеристики кораблей серии | Тактико-технические характеристики кораблей серии |
|                                                        | «Дерфлингер»                                      | «Лютцов»                                          | «Гинденбург»                                      |
| Размерения                                             | Размерения                                        | Размерения                                        | Размерения                                        |
| ------------------------------------------------------ | ------------------------------------------------- | ------------------------------------------------- | ------------------------------------------------- |
| Водоизмещение нормальное, т                            | 26 600                                            | 26 741                                            | 26 947                                            |
| полное, т                                              | 31 200                                            |                                                   | 31 500                                            |
| Длина между перпендикулярами, м                        | 210,4                                             | 210,4                                             | 212,8                                             |
| Длина по КВЛ, м                                        | 210                                               | 210                                               | 212,5                                             |
| Ширина, м                                              | 29                                                | 29                                                | 29                                                |
| Осадка, м                                              | 9,2                                               | 9,2                                               | 9,29                                              |
| при полном водоизмещении, м                            | 9,56                                              | 9,56                                              | 9,57                                              |
| Экипаж, чел.                                           | 1112—1182                                         | 1112—1182                                         | 1112—1182                                         |
| Вооружение                                             |                                                   |                                                   |                                                   |
| 30,5 cm L/50                                           | 8                                                 | 8                                                 | 8                                                 |
| 15 cm L/45                                             | 12                                                | 14                                                | 14                                                |
| 8,8 cm                                                 | 8                                                 | 8                                                 | 8                                                 |
| ТА                                                     | 4×500                                             | 4×600                                             | 4×600                                             |
| Бронирование, мм                                       |                                                   |                                                   |                                                   |
| Палуба                                                 | 30                                                | 30                                                | 30                                                |
| Пояс                                                   | 300                                               | 300                                               | 300                                               |
| Боевая рубка                                           | 300                                               | 300                                               | 300                                               |
| Башни                                                  | 270                                               | 270                                               | 270                                               |
| Барбет                                                 | 260                                               | 260                                               | 260                                               |
| Силовая установка                                      |                                                   |                                                   |                                                   |
| Винты                                                  | 4×3,9-м                                           | 4×3,9-м                                           | 4×4,0-м                                           |
| Турбины                                                | 4                                                 | 4                                                 | 4                                                 |
| Котлы                                                  | 14 угольных и 4 нефтяных                          | 14 угольных и 4 нефтяных                          | 14 угольных и 4 нефтяных                          |
| Мощность номинальная, л. с.                            | 63 000                                            | 63 000                                            | 72 000                                            |
| Форсированная, л. с.                                   | 76 634                                            | 80 988                                            | 95 777                                            |
| Скорость номинальная, узлы                             | 26,5                                              | 26,5                                              | 27                                                |
| максимальная, узлы (обороты)                           | 25,5 (280)                                        | 26,4                                              | 26,6                                              |
| Запас топлива нормальный, уголь                        | 750                                               | 750                                               | 750                                               |
| нефть                                                  | 250                                               | 250                                               | 250                                               |
| Запас топлива максимальный, уголь                      | 3500                                              | 3700                                              | 3700                                              |
| нефть                                                  | 1000                                              | 1000                                              | 1200                                              |
| Максимальная дальность хода, мили (при скорости, узлы) | 5600 (14)                                         | 5600 (14)                                         | 6100 (14)                                         |

## Представители

### История строительства
Заказ на постройку первого корабля серии был размещён в 1912 году на верфи «Блом унд Фосс» в Гамбурге. Крейсер получил индекс «K» и под заводским номером 213 был заложен 30 марта 1912 года. Церемония спуска на воду была проведена 14 июня 1913 года. Крёстным отцом корабля стал генерал Август фон Макензен. По указанию кайзера Вильгельма II он нарёк новый корабль именем «Дерфлингер», в честь Георга фон Дерфлингера, немецкого фельдмаршала во времена Тридцатилетней войны. При спуске на воду произошёл конфуз — корпус крейсера сдвинулся на 30—40 см и остановился. Верфью было использовано спусковое устройство с тремя салазками, и насалку со средних салазок под большой нагрузкой в условиях жары просто выдавило. Демонтаж средних салазок занял определённое время, и крейсер сошёл со стапеля только 12 июля 1913 года. Всего строительство корабля заняло 30 месяцев — 15,5 месяцев стапельный период и 14,5 месяцев достройка на плаву. Контрактная стоимость постройки крейсера составила 56 млн золотых марок или 28 млн рублей золотом в ценах того времени.
Второй корабль серии строился по программе 1912 года. Заказ на постройку впервые со времени постройки «Блюхера» получила не верфь «Блом унд Фосс», а другая частная верфь — «Шихау» (англ. Schichau-Werke) в Данциге. Корабль под строительным номером 885 был заложен 15 мая 1912 года. Согласно закону о флоте, в отличие от «Дерфлингера», новый крейсер шёл не как дополнение к флоту, а на замену старого крейсера «Кайзерин Августа», поэтому при закладке получил название «Эрзац Кайзерин Аугуста». Торжественная церемония спуска состоялась 29 ноября 1913 года. От своего крёстного отца, гофмаршала Максимилиана, графа фон Пюклера, барона фон Гродица крейсер получил имя «Лютцов» в честь прусского генерала эпохи наполеоновских войн Адольфа фон Лютцова. 8 августа 1915 года крейсер был предварительно введён в состав флота и переведён в Киль на дооснащение и вооружение. Постройка крейсера шла 36 месяцев — 16 месяцев стапельный период и 20 месяцев достройка на плаву. Стоимость постройки составила 58 млн золотых марок (29 млн рублей золотом). 25 октября 1915 года во время проведения ходовых испытаний произошла серьёзная авария турбины низкого давления левого борта. Ремонт в Киле занял ещё 7 месяцев до января 1916 года. Испытания были завершены 19 февраля 1916 года, и «Лютцов» был готов к выходу в море только 20 марта 1916 года.

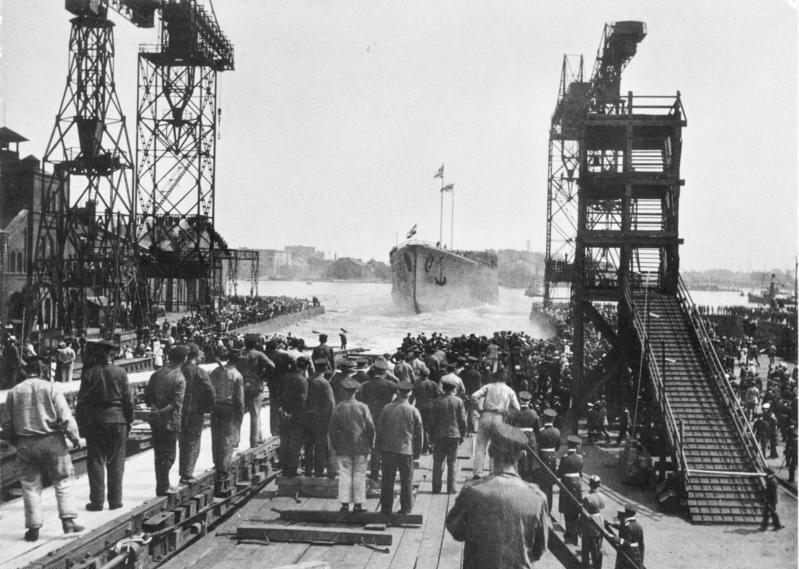
Спуск на воду «Гинденбурга», 1 августа 1915 года

Третий корабль серии строился по несколько изменённому проекту, разработка которого велась 6 месяцев главным конструктором Дитрихом — с мая по октябрь 1912 года. В 1913 году рейхстаг утвердил расходы на его постройку. Как и «Лютцов», он строился на замену одного из старых крейсеров — «Герты». 30 июня 1913 года на государственной верфи в Вильгельмсгафене под строительным номером 34 был заложен киль нового крейсера, получившего название «Эрзац Герта».
С началом войны его постройка сильно замедлилась, так как верфь занималась переоборудованием кораблей резервного флота для активных боевых действий и ремонтом повреждённых в бою кораблей. Спуск корабля на воду состоялся только 1 августа 1915 года. Крейсер получил имя в честь известного военачальника Первой мировой войны генерал-фельдмаршала Пауля фон Гинденбурга. Потребность германского флота в линейных крейсерах была очень велика (последствия сокращения их постройки согласно второй поправке о флоте и гибели «Лютцова»). Поэтому, даже после объявления неограниченной подводной войны в январе 1917 года, когда постройка других крупных кораблей была приостановлена, работы по «Гинденбургу» были продолжены. В апреле 1917 года его корпус был незначительно повреждён выходящим из дока после ремонта линкором «Гельголанд». 10 мая 1917 года корабль был готов к испытаниям и 25 октября, после их окончания, вступил в строй Кайзеровского флота, став последним крупным кораблём Германии, вошедшим в строй до окончания Первой мировой войны. Постройка корабля заняла 43 месяца — стапельный период составил 22 месяца и достройка на плаву 21 месяц. Стоимость постройки составила 59 млн золотых марок (29,5 млн рублей золотом по курсу того времени).
| Наименование | Имя при закладке         | Верфь                         | Зав. № | Ст. млн M | Заказ      | Закладка   | Спуск на воду | Ввод в строй | Судьба                                                                                           |
| ------------ | ------------------------ | ----------------------------- | ------ | --------- | ---------- | ---------- | ------------- | ------------ | ------------------------------------------------------------------------------------------------ |
| «Дерфлингер» | «K»                      | Блом унд Фосс, Гамбург        | № 213  | 56        | 1912       | 30.03.1912 | 12.07.1913    | 01.09.1914   | Затоплен своим экипажем в Скапа-Флоу 21 июня 1919, поднят в 1939, разделан на металл после 1946  |
| «Лютцов»     | «Эрзац Кайзерин Аугуста» | Шихау, Данциг                 | № 885  | 58        | 1912       | 15.05.1912 | 29.11.1913    | 08.08.1915   | Затоплен экипажем 1 июня 1916 после повреждений, полученных в ходе Ютландского сражения          |
| «Гинденбург» | «Эрзац Герта»            | Имп. верфь в Вильгельмсгафене | № 34   | 59        | 20.04.1913 | 01.10.1913 | 01.08.1915    | 10.05.1917   | Затоплен своим экипажем в Скапа-Флоу 21 июня 1919, поднят в 1930, разделан на металл в 1930—1932 |

### Служба

#### «Дерфлингер»
Корабль был готов к испытаниям 1 сентября 1914 года. Ещё весной заводской экипаж перевёл его из Гамбурга в Киль через Скагеррак. Перед объявлением войны с 27 по 30 июля ещё не до конца готовый «Дерфлингер» был включён в систему защиты Кильской бухты. Испытания велись по ускоренной программе, и он вошёл в строй в октябре 1914 и был включён в состав 1-й разведывательной группы, куда кроме него входили линейные крейсера «Фон дер Танн», «Мольтке» и «Зейдлиц». Однако из-за неполадок в турбинах и необходимых доработок первый боевой поход «Дерфлингера» состоялся только 20 ноября 1914 года.
15—17 декабря «Дерфлингер» с другими кораблями 1-й разведывательной группы прикрывал постановку мин крейсером «Кольберг» и участвовал в составе 1-й разведывательной группы в обстреле Скарборо и станции береговой службы в Уитби. «Дерфлингер» и «Фон дер Танн» обстреливали порт Скарборо. 24 января 1915 года «Дерфлингер» участвовал в сражении у Доггер-банки, идя под номером 3 в строю боевой линии. Обстреливая попеременно «Лайон», «Тайгер» и «Принцесс Ройал», в течение боя «Дерфлингер» выпустил 310 305-мм снарядов, добившись 5—6 попаданий. Совместно с «Мольтке» и «Зейдлицем» нанёс тяжёлые повреждения флагманскому «Лайону», приведшие к выходу его из боя и потере хода. Сам «Дерфлингер» получил попадание одним 343-мм снарядом в броневой пояс и два близких разрыва.
Потерь среди экипажа не было, и после 20-дневного ремонта 16 февраля крейсер был готов к продолжению боевых действий. Участвовал в набегах германского флота на британское побережье в марте, апреле и мае 1915 года. 28 июня произошла серьёзная поломка носовой турбины, и «Дерфлингер» месяц провёл на ремонте, вернувшись на Северное море 31 августа 1915 года. 6—7 марта 1916 года участвовал в обстреле Хуфдена, а 24 апреля 1916 года — Ярмута.
31 мая — 1 июня принимал участие в Ютландском сражении, идя в боевой линии германских линейных крейсеров под вторым номером, вслед за флагманским «Лютцовым». Во время боя «Дерфлингер» временами стрелял каждые 20—25 секунд, выпустив 385 305-мм снарядов и добившись по крайней мере 16 попаданий. Из них шесть — в «Принцесс Ройал», три — в «Куин Мэри», четыре — в «Бархэм» и три — в «Инвинсибл». 11 залпами «Дерфлингер» потопил линейный крейсер «Куин Мэри», который взлетел на воздух в 16:26. В 18:30 после попаданий с «Дерфлингера» и «Лютцова» в результате взрыва боезапаса затонул «Инвинсибл».
Сам крейсер получил 21 попадание снарядами крупного калибра и 9 попаданий снарядами среднего калибра. Во время первой фазы боя с британскими линейными крейсерами «Дерфлингер» не получил повреждений. Во второй фазе боя авангардов — «бега на север», при преследовании эскадры Битти, крейсер получил пять попаданий с линкоров 5-й эскадры с дистанции более 100 кабельтовых, сам не имея возможности отвечать из-за недостаточной дальности стрельбы орудий. Большую часть попаданий (с 8-го по 20-е) крейсер получил после 20:12, прикрывая отход Флота открытого моря и ведя перестрелку с линкорами Гранд-Флита. На какое-то время крейсер даже должен был остановиться и обрубить свисающие повреждённые противоминные сети, чтобы их не намотало на винты (на британских кораблях их сняли ещё в начале войны, на германских — после Ютландского боя). В результате попаданий к концу боя корабль принял порядка 3400 тонн забортной воды, башни «С» и «Д» сгорели практически со всеми находившимися внутри, а общие потери составили 157 убитых и 26 раненых. За упорство в бою крейсер получил от англичан прозвище «Железный пёс» (англ. «Iron Dog»).
Ремонт, во время которого крейсер получил трёхногую мачту и увеличенные углы стрельбы орудий главного калибра, продолжался до 15 октября. В конце ноября, после боевой подготовки в Балтийском море, «Дерфлингер» вернулся в строй флота. В оставшееся до окончания Первой мировой войны время крейсер ничем особым не отличился, занимаясь сторожевым охранением и прикрытием минных постановок, выходов подлодок и лёгких сил.
После заключения перемирия корабль был интернирован 24 ноября 1918 года вместе со всем Флотом открытого моря в Скапа-Флоу на Оркнейских островах. 21 июня 1919 года там он и был затоплен собственным экипажем. «Дерфлингер», лежавший на глубине 30 м вверх килем, был поднят одним из последних в 1938 году. Из-за войны разделка корабля на металл была начата только в 1946 году. Работы по разборке крейсера продолжались 15 месяцев. Английская фирма, разбиравшая корабль на металлолом, впоследствии передала морскому атташе ФРГ поднятый судовой колокол и служебную печать. Эти экспонаты были доставлены учебным фрегатом бундесмарине «Шеер» в Германию 30 августа 1965 года.

#### «Лютцов»
«Лютцов», как и все линейные крейсера, вошёл в состав 1-й разведывательной группы. 24 марта 1916 года вышел в свой первый боевой поход в Северное море вместе с «Зейдлицем» и «Мольтке» в район банки Амрум на поиск английских миноносцев. Поиск был безрезультатен. 21—22 марта он в составе 1-й разведывательной группы участвовал в обстреле Ловестофта и Ярмута (англ. Bombardment of Yarmouth and Lowestoft). Во время перехода флагманский корабль 1-й разведывательной группы «Зейдлиц» подорвался на мине, и адмирал вместе со штабом перешёл на «Лютцов» (в это время Хиппер болел, и его временно замещал контр-адмирал Бедикер).

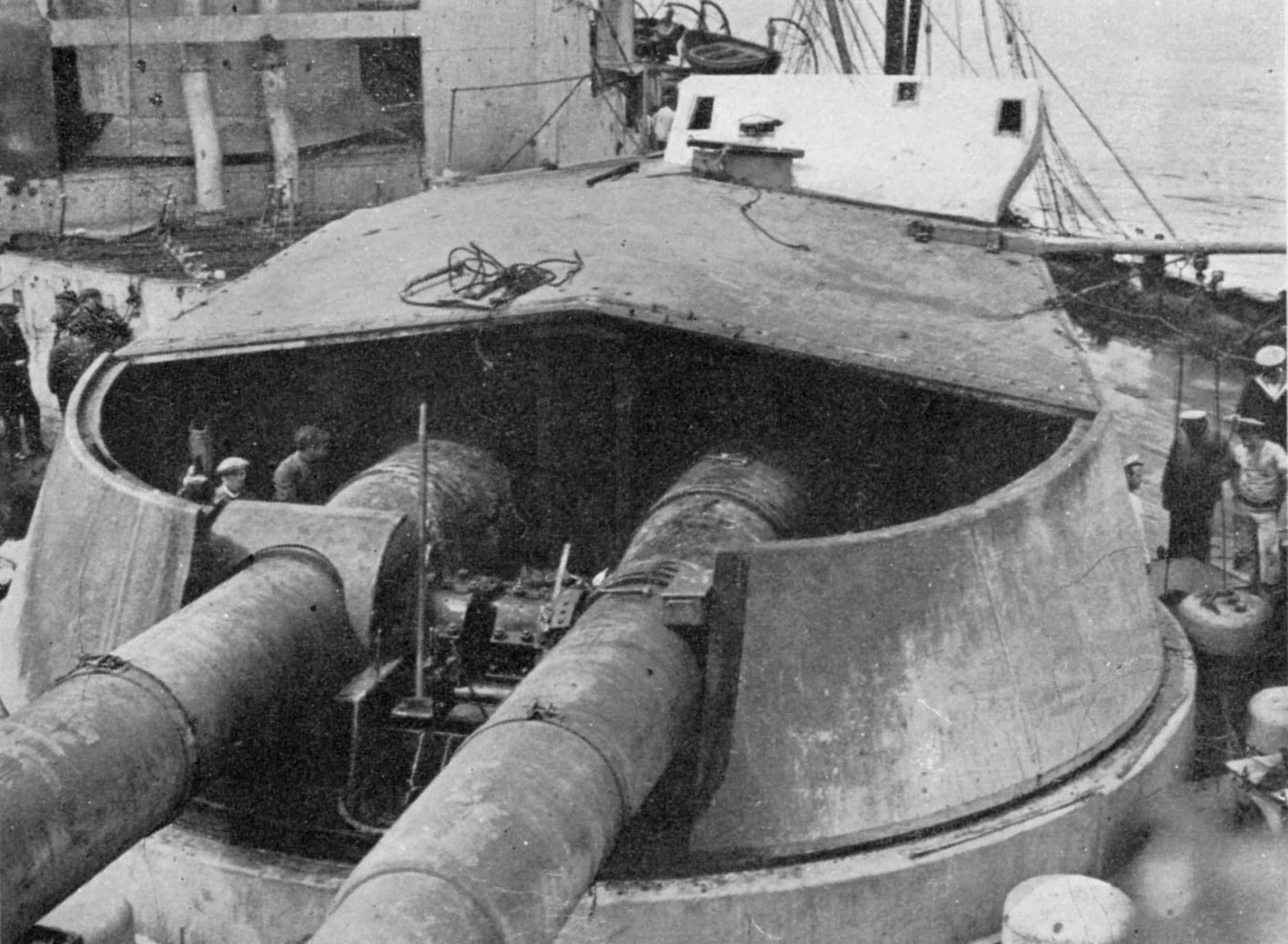
Повреждения башни «Лайона» от огня «Лютцова» во время Ютландского сражения

31 мая 1916 года уже под флагом выздоровевшего Хиппера во главе колонны германских линейных крейсеров — «Дерфлингера», «Зейдлица» и «Мольтке» — он вышел во главе Флота открытого моря в поход, который завершился Ютландским сражением. Во время боя стрельба крейсера под руководством старшего артиллериста фрегаттен-капитана Пашена была одной из лучших. В отличие от «Дерфлингера», стрелявшего полузалпами — по одному орудию из каждой башни, «Лютцов» стрелял по очереди полными залпами носовых и кормовых башен. Выпустив 380 305-мм снарядов (52,7 % боекомплекта), в том числе 200 фугасных, он по оценкам добился 19 попаданий (5 % от выпущенных снарядов). Из них 13 пришлось в «Лайон», одно в «Бархэм», два в «Инвинсибл» и три в «Дифенс». Его стрельбой был потоплен «Дифенс» и, совместно с «Дерфлингером», «Инвинсибл», а также нанесены тяжёлые повреждения «Лайону» (результат боя для «Лайона» мог бы быть гораздо плачевнее, если бы «Лютцов» не вёл в начале боя стрельбу фугасными снарядами, а, как и «Дерфлингер», перешёл на бронебойные).
Сам же крейсер получил как минимум 24 попадания снарядами крупных калибров (4 — 381-мм, 12 — 343-мм и 8 — 305-мм снарядами). Большинство попаданий пришлось в носовую часть корабля. Особенно тяжёлые последствия были причинены восемью 305-мм снарядами с «Инвинсибла» и, возможно, «Инфлексибла» в течение 8 минут во время «основного боя флота» вскоре после открытия огня в 19:20. Два снаряда (12-е и 13-е попадания) угодили ниже броневого пояса в носовую часть крейсера перед башней «А» в районе отделения бортовых торпедных аппаратов. Это место не было защищено противоминной переборкой, и носовые отсеки стали быстро заполняться водой. 14-й и 15-й снаряды разорвались рядом с местами попаданий 12-го и 13-го. «Лютцов» за короткий промежуток времени принял 2000 тонн воды, и осадка носом увеличилась на 2,4 метра. Он был вынужден покинуть строй, и в 19:47 Хиппер временно передал командование командиру «Дерфлингера» Хартогу и перешёл на эсминец G-39.
Задняя переборка торпедного отсека толщиной 30 мм не выдерживала напора воды, и крейсеру временами приходилось снижать ход до трёх узлов. С 20:05 по 20:37, во время второго боя флота, «Лютцов» получил ещё несколько попаданий с линкоров Гранд-Флита. Системы откачки воды не справлялись, и ближе к вечеру произошло затопление зарядного и снарядного погребов башен «А» и «Б». Корабль постепенно погружался в воду, и к 00:45 1 июня под воду ушла вся палуба вплоть до башни «А». Вода добралась до носовых котельных отделений, и их пришлось оставить. Попытка идти задним ходом не удалась из-за того, что возникли проблемы с управляемостью в условиях неспокойного моря.
К двум часам ночи бак был уже в двух метрах под водой, а осадка носом составила 17 метров. Командир «Лютцова» Хардер приказал покинуть корабль. Вода дошла до нижнего края командного мостика, стволы башни «А» скрылись под водой, а корма и винты полностью вышли из воды. По расчётам корабль принял около 8319 тонн воды — 4209 тонн ниже бронированной палубы и 4110 тонн выше неё. Экипаж перешёл на сопровождавшие эсминцы G-37, G-38, G-40 и V-45. В 2:45 эсминец G-38 выпустил по «Лютцову» 2 торпеды, крейсер опрокинулся через правый борт и в 2:47 затонул в 60 милях от Хорнс-рифа (англ. Horns Rev) в точке с координатами 56°15′ с. ш. 5°53′ в. д.. Потери экипажа составили 115 убитых и 50 раненых.

#### «Гинденбург»

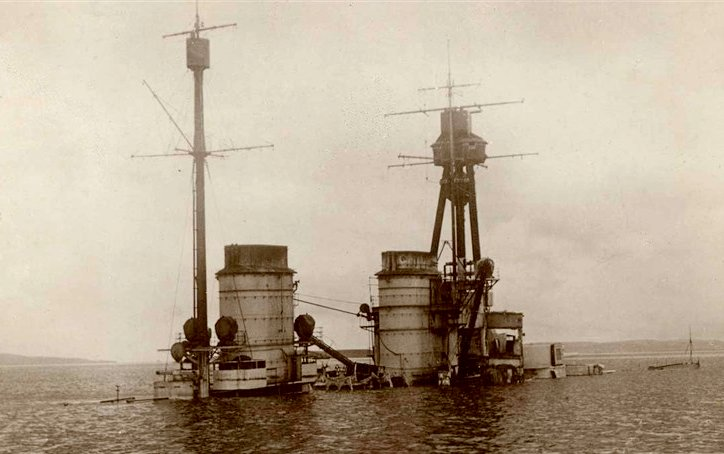
Находящиеся над водой надстройки затопленного в Скапа-Флоу «Гинденбурга», 21 июня 1919 года

25 октября «Гинденбург» перешёл из Киля в Вильгельмсгафен и был включён в 1-ю разведывательную группу. С 6 ноября 1917 года в составе 1-й разведывательной был включён в боевое охранение Немецкой бухты. 17 ноября совершил первый боевой выход вместе с «Мольтке» для оказания помощи 2-й разведывательной группе крейсеров в бою против превосходящих британских сил. Однако англичане уклонились от боя, и «Гинденбург» не сделал ни одного выстрела. В ноябре 1917 года командующий 1-й разведывательной группы вице-адмирал Хиппер перенёс свой флаг с «Зейдлица» на «Гинденбург». Однако, так как Хипперу поручалось и обеспечение охраны Немецкой бухты, он чаще держал свой флаг на старом крейсере «Ниобе», используемом в качестве блокшива.
Принял участие в походе Флота открытого моря с 23 по 25 апреля 1918 года. Поход был прерван из-за аварии турбины на «Мольтке». С 29 июня по 1 августа прикрывал тральные силы, обеспечивавшие выход большого конвоя подводных лодок на «путь 500». Крейсеру так и не довелось участвовать в реальных боевых действиях. По условиям перемирия «Гинденбург» вошёл в состав интернируемых кораблей и 24 ноября прибыл в Скапа-Флоу.
Затоплен своим экипажем 21 июня 1919 года. Единственным из крупных кораблей лёг на дно на ровный киль. Лежал на глубине 22 м, поэтому во время отлива выступала даже шлюпочная палуба и ходовой мостик. Первые безуспешные попытки его поднять предпринимались с мая 1926 года. «Гинденбург» был поднят только 24 июля 1930 года. 23 августа был отбуксирован в Розайт и в 1931—1932 годах разделан на металл. Судовой колокол крейсера 17 августа 1936 года был передан Германии и доставлен на родину лёгким крейсером «Нептун» и впоследствии установлен на борту карманного линкора «Дойчланд»

## Аналоги

### «Лайон»

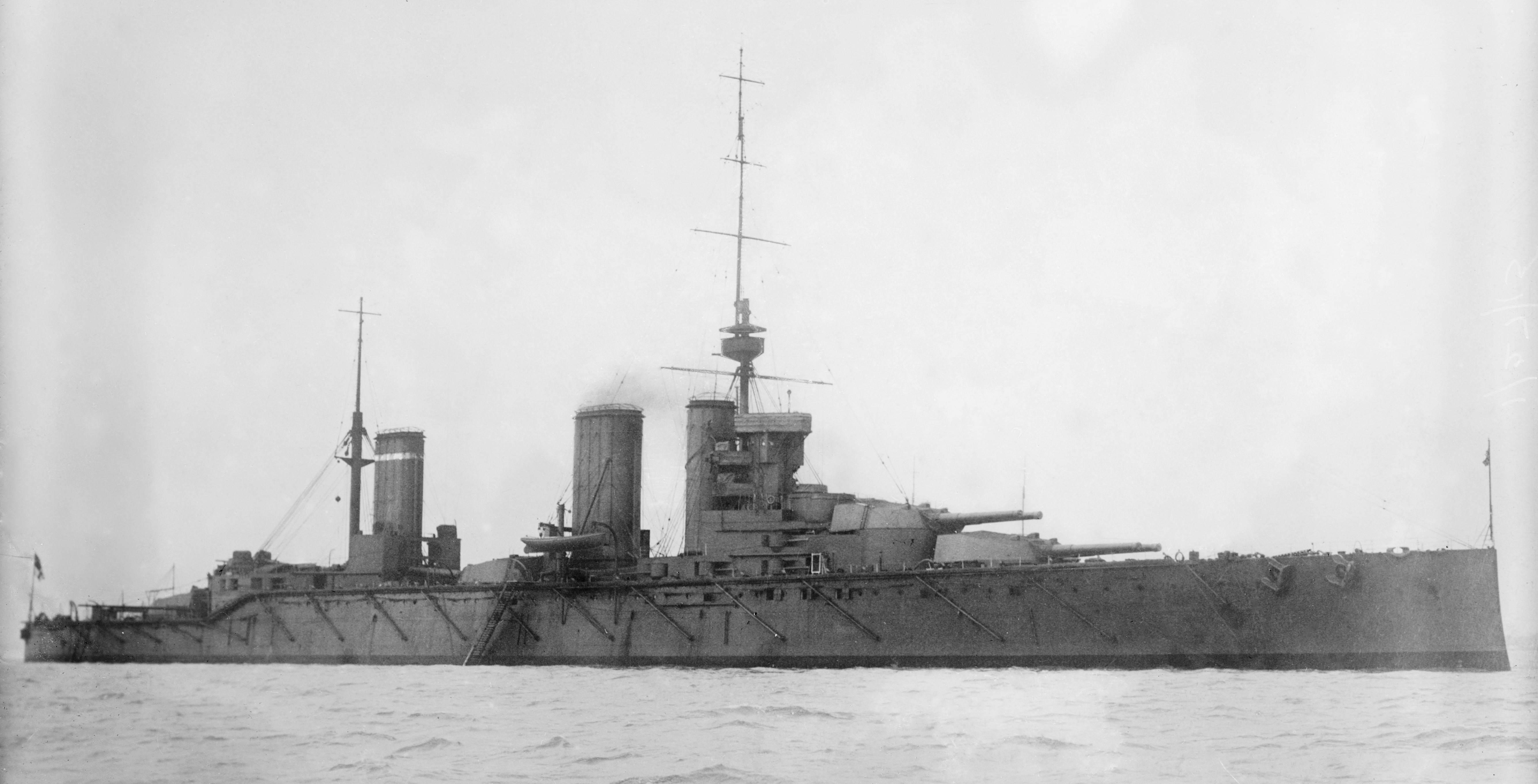
Линейный крейсер «Лайон», 1913 год

Три британских линейных крейсера типа «Лайон» стали первыми линейными крейсерами с 13,5-дюймовой артиллерией. По сравнению с немецкими линейными крейсерами их отличал дисбаланс между наступательной мощью и достаточно слабой защитой. Наличие 343-мм орудий и совершенной системы управления артиллерийской стрельбой позволяло вести огонь на дальностях до 22 000 м (118 каб.). При этом пояс, лоб башен и барбеты были защищены только 229-мм бронёй, что было гораздо хуже, чем у современного им германского «Зейдлица» (300, 250 и 230 мм соответственно). Хуже по сравнению с немецкими крейсерами было и устройство противоминной защиты. Крейсера этого типа активно участвовали в сражениях Первой мировой войны. Гибель «Куин Мэри» во время Ютландского сражения от взрыва боезапаса показала недостаточную защиту башен и погребов и проблемы с взрывоопасностью используемого в качестве метательного заряда кордита. Несмотря на табличное равенство скоростей полного хода, немецким линейным крейсерам ни разу не удалось уйти от «кошек» адмирала Фишера. Во многом это было связано с тем, что на английских кораблях использование нефти было более распространено. При длительном, в течение нескольких часов, плавании корабля на большой скорости в угольных котлах накапливался шлак, который не успевали вычищать. Это постепенно снижало их паропроизводительность, что, в свою очередь, снижало максимальную скорость хода корабля.

### «Тайгер»
Первоначально «Тайгер» планировался как четвёртый крейсер типа «Лайон», но затем его проект был существенно переработан. Благодаря размещению машинного отделения между двумя кормовыми башнями артиллерию главного калибра удалось расположить по линейно-возвышенной схеме. За счёт некоторого увеличения ширины на корабле удалось разместить более мощную силовую установку, что позволило крейсеру достичь скорости 29 узлов. Вместе с тем «Тайгер» сохранил главный недостаток своего прототипа — слабую защиту. Схема бронирования практически не изменилась, и он также получил 229-мм броневой пояс и защиту башен.

### «Конго»

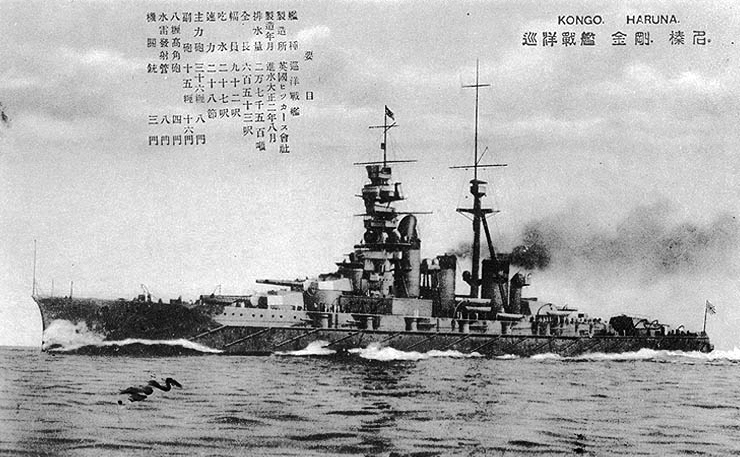
Линейный крейсер «Конго», 1925 год

Перед Первой мировой войной Япония ввела в строй линейный крейсер типа «Конго». Его проект был разработан фирмой «Виккерс» и представлял собой усовершенствованный «Лайон». «Конго» был вооружён восемью 356-мм орудиями в четырёх башнях, размещённых по линейно-возвышенной схеме. На момент ввода в строй это были самые крупные орудия на линейных крейсерах. Броня была уменьшена до 203-мм по сравнению с прототипом, так как японцы рассчитывали вести бой на большой дальности. Удержанию противника на выгодной дистанции боя должна была помочь довольно высокая скорость — на испытаниях «Конго» выдал 27,5 узла. Очень внушительной была дальность плавания — 8000 миль 14-узловым ходом, гораздо больше, чем у британских и германских одноклассников. Первый крейсер серии был построен в Великобритании, ещё три — на японских верфях. Японцам удалось создать довольно мощный корабль, некоторыми специалистами считающийся лучшим в мире линейным крейсером. Вместе с тем существенными недостатками были довольно слабое бронирование и отсутствие на момент ввода в строй командно-дальномерного поста.

## Сравнительная оценка проекта
При сравнении «Дерфлингера» со своими основными противниками — британскими линейными крейсерами — обращает на себя внимание наличие у немецкого корабля более сбалансированного соотношения между наступательными и оборонительными возможностями. В первую очередь это вызвано различными тактическими требованиями. В отличие от требований Фишера, ставившего во главу угла крейсерские функции, «Дерфлингер» изначально рассчитывался на условия линейного боя. Поэтому закономерно, что Ютландское сражение, во время которого погибло три британских линейных крейсера, показало большую приспособленность «Дерфлингера» к боям с равным противником. Их отличало мощное бронирование и совершенная конструктивная защита. Ахиллесовой пятой было наличие незащищённого броневым поясом и противоминной перегородкой большого отсека бортовых торпедных аппаратов перед носовой башней ГК, что привело к гибели «Лютцова» в Ютландском сражении. В том же Ютландском сражении во время преследования британских линкоров типа «Куин Элизабет», вооружённых 381-мм орудиями, проявился ещё один недостаток — недостаточная дальность стрельбы 305-мм орудий. Эту проблему пришлось решать в ходе эксплуатации путём увеличения во время ремонтов максимальных углов подъёма стволов.
Существует достаточно распространённое мнение, что за улучшенное бронирование германских линейных крейсеров платой стало ухудшение вооружения, скорости и дальности хода. Но дальность и реальная максимальная скорость хода у «Дерфлингера» сопоставима с «Лайоном» и «Тайгером». По мощности же его 305-мм орудия незначительно уступают 343-мм орудиям британских крейсеров. Многими специалистами проект «Дерфлингера» считался более сбалансированным по сравнению с его британскими одноклассниками. Соотношение наступательных и оборонительных возможностей хорошо характеризуют следующие цифры. Броневой пояс «Тайгера» снаряды «Дерфлингера» могли пробить с расстояния 11 700 м. Толстую германскую броню «Тайгер» мог пробить с расстояния только 7800 м.
При более пристальном рассмотрении становится видно, что большую массу брони германским кораблестроителям удалось установить за счёт более низкого относительного веса корпуса и силовой установки:
| Соотношение весовых нагрузок в % к нормальному водоизмещению | Соотношение весовых нагрузок в % к нормальному водоизмещению | Соотношение весовых нагрузок в % к нормальному водоизмещению | Соотношение весовых нагрузок в % к нормальному водоизмещению |
|                                                              | «Лютцов»                                                     | «Лайон»                                                      | «Тайгер»                                                     |
| ------------------------------------------------------------ | ------------------------------------------------------------ | ------------------------------------------------------------ | ------------------------------------------------------------ |
| вооружение                                                   | 12,7                                                         | 12,3                                                         | 12,65                                                        |
| механизмы                                                    | 14,2                                                         | 20,2                                                         | 20,7                                                         |
| броня                                                        | 35,5                                                         | 24,2                                                         | 25,9                                                         |
| корпус                                                       | 30,5                                                         | 36,5                                                         | 34,3                                                         |

За счёт применения котлов с трубками малого диаметра размеры котельных отделений были гораздо меньше, чем у британских крейсеров. Так, кочегарки на «Гинденбурге» занимали объём 6895 м³, а площадь настила составляла 881 м². На «Тайгере» эти цифры составляли соответственно 9230 м³ и 1106 м². Машинные отделения «Гинденбурга» занимали 2954 м³ и 475 м², а у «Тайгера» 6731 м³ и 646 м². У «Гинденбурга» турбинные отделения левого и правого борта занимали объём по 1022 м³, у «Тайгера» — одно только турбинное отделение левого борта занимало 2170 м³. В сочетании с высоким бортом «Тайгера» (плата за лучшую мореходность) это приводило к большому объёму нерационально используемого внутрикорпусного пространства. Интересно также сравнить вес составляющих силовой установки «Дерфлингера» с силовой установкой «Принцесс Ройал», имеющей самую лёгкую силовую установку среди крейсеров типа «Лайон»:
|                                      | «Дерфлингер»                         | «Дерфлингер»                         | «Принцесс Ройал»                     | «Принцесс Ройал»                     |
| Масса составляющих силовой установки | Масса составляющих силовой установки | Масса составляющих силовой установки | Масса составляющих силовой установки | Масса составляющих силовой установки |
|                                      | т                                    | %                                    | т                                    | %                                    |
| ------------------------------------ | ------------------------------------ | ------------------------------------ | ------------------------------------ | ------------------------------------ |
| Котлы                                | 1443                                 | 42,7                                 | 2327                                 | 47,7                                 |
| Турбины                              | 1146                                 | 33,9                                 | 1803                                 | 37                                   |
| Валы и винты                         | 217                                  | 6,4                                  | 256                                  | 5,2                                  |
| Вспомогательные механизмы            | 576                                  | 17                                   | 491                                  | 10,1                                 |
| Всего                                | 3382                                 | 100                                  | 4877                                 | 100                                  |
| Параметры ЭУ                         |                                      |                                      |                                      |                                      |
| Номинальная мощность, л. с.          | 63 000                               | 63 000                               | 70 000                               | 70 000                               |
| Удельная мощность, л. с./т           | 18,63                                | 18,63                                | 14,35                                | 14,35                                |

Неслучайно крейсера типа «Дерфлингер» считаются весьма мощным и совершенным проектом, и многими специалистами признаются лучшими линейными крейсерами Первой мировой войны, по сути ставшими предвестниками зарождающегося класса быстроходных линкоров.
| Сравнительные характеристики линейных крейсеров времён Первой мировой войны | Сравнительные характеристики линейных крейсеров времён Первой мировой войны | Сравнительные характеристики линейных крейсеров времён Первой мировой войны | Сравнительные характеристики линейных крейсеров времён Первой мировой войны | Сравнительные характеристики линейных крейсеров времён Первой мировой войны | Сравнительные характеристики линейных крейсеров времён Первой мировой войны |
|                                                                             | «Дерфлингер»                                                                | «Зейдлиц»                                                                   | «Лайон»                                                                     | «Тайгер»                                                                    | «Конго»                                                                     |
| --------------------------------------------------------------------------- | --------------------------------------------------------------------------- | --------------------------------------------------------------------------- | --------------------------------------------------------------------------- | --------------------------------------------------------------------------- | --------------------------------------------------------------------------- |
| Размерения Д×Ш×О, м                                                         | 210×29×9,2                                                                  | 200×28,5×9,09                                                               | 213,4×27×8,4                                                                | 214,6×27,6×8,7                                                              | 214,5×28×8,4                                                                |
| Водоизмещение, т, нормальное (полное)                                       | 26 600 (31 200)                                                             | 24 988 (28 550)                                                             | 26 270 (29 680)                                                             | 28 430 (35 710)                                                             | 27 500 (32 200)                                                             |
| Скорость хода расчётная мощность ПТУ номинальная                            | 26,5 уз. 63 000 л. с.                                                       | 26,5 уз. 63 000 л. с.                                                       | 27 уз. 70 000 л. с.                                                         | 28 уз. 85 000 л. с.                                                         | 27,5 уз. 64 000 л. с.                                                       |
| Скорость хода максимальная мощность форсировочная                           | 25,5 /28,2 уз. 76 634 л. с.                                                 | 28,1 уз. 89 738 л. с.                                                       | 28,06 уз. 96 240 л. с.                                                      | 29,07 уз. 104 635 л. с.                                                     | 27,54 уз. 78 275 л. с.                                                      |
| Дальность хода, миль (узлы)                                                 | 5600 (14)                                                                   | 4200 (14)                                                                   | 4935 (16,75) 5610 (10)                                                      | 4900 (18) 5200 (12)                                                         | 8000 (14)                                                                   |
| Экипаж                                                                      | 1112                                                                        | 1068                                                                        | 984                                                                         | 1109                                                                        | 1201                                                                        |
| Стоимость, млн рублей золотом                                               | 28                                                                          | 22,34                                                                       | 20,84                                                                       | 21                                                                          |                                                                             |
| толщина бронирования                                                        |                                                                             |                                                                             |                                                                             |                                                                             |                                                                             |
| пояс                                                                        | 300                                                                         | 300                                                                         | 229                                                                         | 229                                                                         | 203                                                                         |
| лоб башни                                                                   | 270                                                                         | 250                                                                         | 229                                                                         | 229                                                                         | 229                                                                         |
| барбет                                                                      | 260                                                                         | 230                                                                         | 229                                                                         | 229                                                                         | 229                                                                         |
| вооружение (ГК)                                                             |                                                                             |                                                                             |                                                                             |                                                                             |                                                                             |
| количество                                                                  | 4×2×305-мм                                                                  | 5×2×280-мм                                                                  | 4×2×343-мм                                                                  | 4×2×343-мм                                                                  | 4×2×356-мм                                                                  |
| масса бронебойного снаряда                                                  | 405                                                                         | 302                                                                         | 567                                                                         | 635                                                                         | 675                                                                         |
| начальная скорость м/с                                                      | 855                                                                         | 880                                                                         | 787                                                                         | 762                                                                         | 770                                                                         |
| максимальная дальность стрельбы                                             | 18 000 (13,5°)                                                              | 18 100 (13,5°)                                                              | 21 780 (20°)                                                                | 21 710 (20°)                                                                | 25 800 (25°)                                                                |

## Использованная литература и источники
1. 1 2 3 4 5  Мужеников В. Б. Линейные крейсера Германии. — С.92
2. ↑  Мужеников В. Б. Линейные крейсера Германии. — С.114
3. 1 2 3 4  Мужеников В. Б. Линейные крейсера Германии. — С.123
4. ↑  Conway's, 1906—1921. — P.155
5. 1 2 3 4 5 6 7  Мужеников В. Б. Линейные крейсера Германии. — С.93
6. 1 2  Апальков Ю. В. ВМС Германии 1914-1918. — С. 5.
7. 1 2 3 4 5 6  Staff. German Battlecruisers. — P. 34
8. 1 2 3 4 5 6 7 8  Staff. German Battlecruisers. — P. 35
9. ↑  Мужеников В. Б. Линейные крейсера Германии. — С.95
10. 1 2 3 4 5  Мужеников В. Б. Линейные крейсера Германии. — С.96
11. 1 2 3 4  Gröner. Band 1. — S.83
12. 1 2 3 4 5 6 7 8  Gröner. Band 1. — S.85
13. 1 2 3 4 5 6 7 8 9 10  Мужеников В. Б. Линейные крейсера Германии. — С.97
14. ↑  Мужеников В. Б. Линейные крейсера Германии. — С.75
15. 1 2  Мужеников В. Б. Линейные крейсера Германии. — С.94
16. 1 2  Staff. German Battlecruisers. — P. 21
17. 1 2  Staff. German Battlecruisers. — P. 38
18. 1 2  Мужеников В. Б. Линейные крейсера Германии. — С.100
19. 1 2 3  Мужеников В. Б. Линейные крейсера Германии. — С.98
20. 1 2 3 4  Печуконис Н. Н. Боевые корабли Германии. — СПб.: Бриз, 1994. — С. 57. — 88 с. — ISBN 5-70-42-0397-3.
21. 1 2 3  Мужеников В. Б. Линейные крейсера Германии. — С.124
22. ↑  Мужеников В. Б. Линейные крейсера Германии. — С.127
23. 1 2  Мужеников В. Б. Линейные крейсера Германии. — С.93
24. 1 2 3  DiGiulian, Tony. Germany 30.5 cm/50 (12″) SK L/50 (англ.) (28 декабря 2008). — Описание 305-мм орудия SK L/50. Дата обращения: 26 января 2011. Архивировано 17 августа 2011 года.
25. ↑  Мужеников В. Б. Линейные крейсера Германии. — С.93—94
26. 1 2 3 4 5 6  Staff. German Battlecruisers. — P. 36
27. ↑  DiGiulian, Tony. German 15 cm/45 (5.9″) SK L/45 (англ.) (6 июля 2007). — Описание 150-мм орудия SK L/50. Дата обращения: 26 января 2011. Архивировано 17 августа 2011 года.
28. 1 2  DiGiulian, Tony. German 8.8 cm/45 (3.46″) SK L/45, 8.8 cm/45 (3.46″) Tbts KL/45, 8.8 cm/45 (3.46″) Flak L/45 (англ.) (9 августа 2009). — Описание 88-мм орудия SK L/50 и Flak L/45. Дата обращения: 26 января 2011. Архивировано 17 августа 2011 года.
29. 1 2  Мужеников В. Б. Линейные крейсера Германии. — С.95
30. ↑  Мужеников В. Б. Линейные крейсера Германии. — С.129
31. 1 2 3 4 5  Г. Хаазе. На «Дерфлингере» в Ютландском сражении / Редактор В. В. Арбузов. — СПб., 1995. — С. 63—67. — (Альманах «Корабли и сражения» выпуск 2).
32. 1 2 3  Staff. German Battlecruisers. — P. 37
33. ↑  Мужеников В. Б. Линейные крейсера Германии. — С.128
34. 1 2 3 4 5 6  Мужеников В. Б. Линейные крейсера Германии. — С.99
35. ↑  Gröner. Band 1. — S.83-84
36. 1 2 3  Staff. German Battlecruisers. — P. 39
37. 1 2  Мужеников В. Б. Линейные крейсера Германии. — С.101
38. ↑  Мужеников В. Б. Линейные крейсера Германии. — С.115
39. ↑  Staff. German Battlecruisers. — P. 40
40. ↑  Мужеников В. Б. Линейные крейсера Германии. — С.123—124
41. 1 2 3 4 5  Staff. German Battlecruisers. — P. 42
42. ↑  Мужеников В. Б. Линейные крейсера Германии. — С.124—125
43. ↑  Мужеников В. Б. Линейные крейсера Германии. — С.125
44. 1 2 3 4  Мужеников В. Б. Линейные крейсера Германии. — С.102
45. ↑  Р. Шеер. Гибель крейсера «Блюхер» / Редактор В. В. Арбузов. — СПб., 1995. — С. 3—28. — (Альманах «Корабли и сражения» выпуск 2).
46. ↑  Campbell. Battlecruisers. — P. 50
47. 1 2  Г. Хаазе. На «Дерфлингере» в Ютландском сражении / Редактор В. В. Арбузов. — СПб., 1995. — С. 38—73. — (Альманах «Корабли и сражения» выпуск 2).
48. 1 2  Мужеников В. Б. Линейные крейсера Германии. — С.102—112
49. 1 2 3  Campbell. Battlecruisers. — P. 50—52
50. ↑  Conway's, 1906—1921. — P.154
51. ↑  Мужеников В. Б. Линейные крейсера Германии. — С.112—113
52. ↑  Staff. German Battlecruisers. — P. 39—40
53. ↑  Мужеников В. Б. Линейные крейсера Германии. — С.113
54. 1 2 3 4  Staff. German Battlecruisers. — P. 41
55. 1 2  Мужеников В. Б. Линейные крейсера Германии. — С.118
56. ↑  Campbell. Battlecruisers. — P. 52
57. ↑  Мужеников В. Б. Линейные крейсера Германии. — С.118—119
58. ↑  Campbell. Battlecruisers. — P. 53
59. ↑  Мужеников В. Б. Линейные крейсера Германии. — С.120—121
60. ↑  Campbell. Battlecruisers. — P. 53—54
61. ↑  Мужеников В. Б. Линейные крейсера Германии. — С.122
62. ↑  Мужеников В. Б. Линейные крейсера Германии. — С.126
63. ↑  Мужеников В. Б. Линейные крейсера Германии. — С.127—128
64. ↑  Мужеников В. Б. Линейные крейсера Германии. — С.128—129
65. ↑  ВМС Великобритании. Дата обращения: 18 мая 2022. Архивировано 18 июня 2022 года.
66. 1 2  Мужеников. [www.wunderwaffe.narod.ru/WeaponBook/GB_BC_2/02.htm Лайон]
67. ↑  А. Больных. [www.wunderwaffe.narod.ru/HistoryBook/BattleofGigants/index.htm Схватка гигантов]
68. 1 2  Мужеников. [www.wunderwaffe.narod.ru/WeaponBook/GB_BC_2/05.htm Тайгер]
69. 1 2 3  ВМС Японии. Дата обращения: 18 мая 2022. Архивировано 15 июня 2022 года.
70. 1 2  Рубанов. [www.wunderwaffe.narod.ru/Magazine/BKM/Jap_BC/03.htm Конго]
71. ↑  Альфред фон Тирпиц. Глава двенадцатая. Строительство флота. // [militera.lib.ru/memo/german/tirpitz/12.html Воспоминания] = Tirpitz, A. v. Erinnerungen. — Gekurzte VA. 1925. — М.: Воениздат, 1957. — С. 165.
72. ↑  Мужеников В. Б. Линейные крейсера Германии. — С.125—126
73. ↑  Мужеников В. Б. Линейные крейсера Германии. — С.100
74. ↑  Conway's, 1906—1921. — P.29
75. ↑  Campbell. Battlecruisers. — P. 28
76. ↑  Мужеников В. Б. Линейные крейсера Германии. — С.78